# El Cubilete
El Cubilete är en ort i Mexiko.   Den ligger i kommunen Silao de la Victoria och delstaten Guanajuato, i den centrala delen av landet, 290 km nordväst om huvudstaden Mexico City. El Cubilete ligger 2 425 meter över havet och antalet invånare är 144.
Terrängen runt El Cubilete är kuperad åt nordost, men åt sydväst är den platt. El Cubilete ligger uppe på en höjd. Runt El Cubilete är det ganska tätbefolkat, med 222 invånare per kvadratkilometer. Närmaste större samhälle är Guanajuato, 11,4 km öster om El Cubilete. Trakten runt El Cubilete består till största delen av jordbruksmark.